# Bournonville
 Bournonville  ist eine französische Gemeinde mit 226 Einwohnern (Stand 1. Januar 2022) im Département Pas-de-Calais in der Region Hauts-de-France. Sie gehört zum Arrondissement Boulogne-sur-Mer und zum Kanton Desvres.

## Lage
Die Gemeinde Bournonville liegt im Regionalen Naturpark Caps et Marais d’Opale, 18 Kilometer östlich von Boulogne-sur-Mer. Nachbargemeinden von Bournonville sind Henneveux im Norden, Brunembert im Nordosten, Selles im Osten, Menneville im Südosten, Desvres im Südwesten, Crémarest im Westen und Alincthun im Nordwesten.

## Bevölkerungsentwicklung
| Jahr      | 1962 | 1968 | 1975 | 1982 | 1990 | 1999 | 2006 | 2013 | 2022 |
| Einwohner | 201  | 200  | 200  | 196  | 180  | 211  | 224  | 243  | 226  |

## Sehenswürdigkeiten

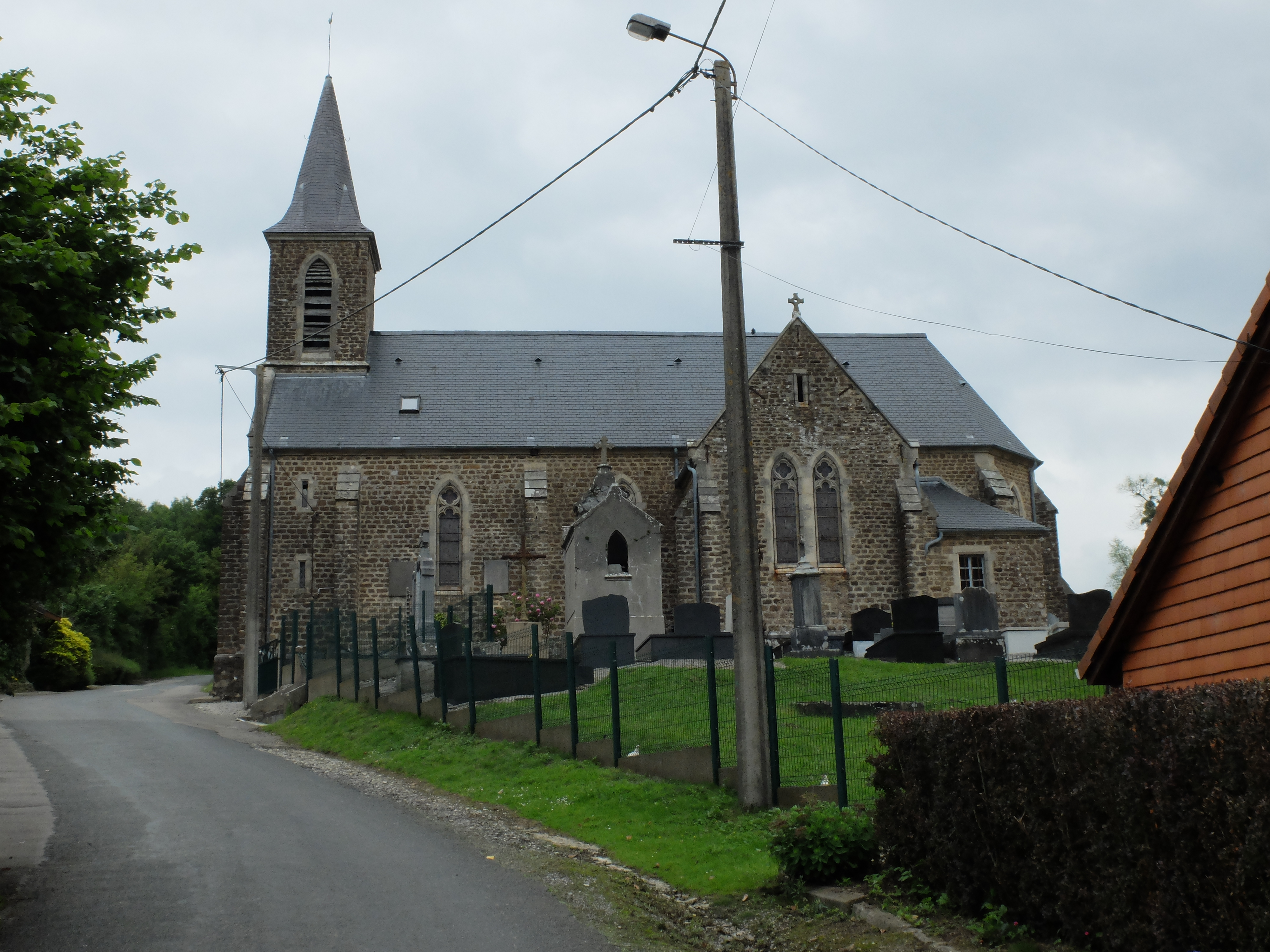
Kirche Saint-Laurent
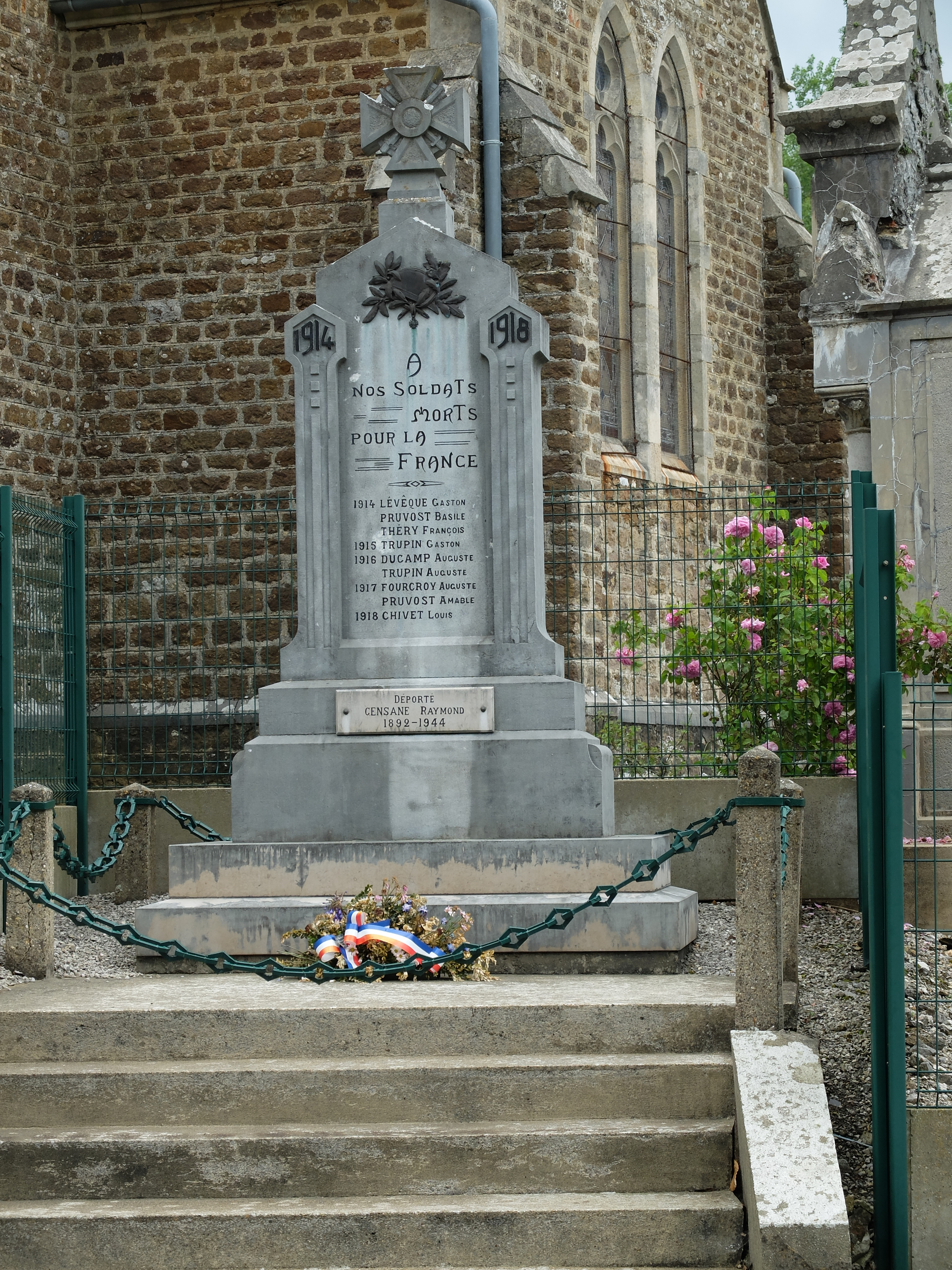
Gefallenendenkmal

- Kirche Saint-Laurent
- Gefallenendenkmal